# Korn/Ferry
Korn/Ferry International (NYSE: KFY) ist eine international tätige integrierte Executive-Search- und Talent-Management-Beratung. Das Unternehmen beschäftigt rund 7.000 Mitarbeiter in 88 Büros in Europa, Nord- und Südamerika, Afrika, dem Nahen Osten und Asien.
Korn/Ferry betreibt das Geschäft in drei Geschäftseinheiten: Korn Ferry (Executive Search), Korn Ferry Hay Group (Leadership- & Talent-Beratung, Vergütung und Funktionsbewertung, Organisationsberatung) und Korn Ferry Futurestep (Professional Search, Recruitment Process Outsourcing).

## Geschichte
Das Unternehmen wurde 1968 in Los Angeles von Richard Ferry und Lester Korn gegründet, zwei ehemaligen Partnern der KPMG-Vorgängerorganisation Marwick Mitchell. Derzeit wird das Unternehmen geführt von Gary Burnison, einem ehemaligen Partner von KPMG. Im Juni 2009 akquirierte Korn/Ferry die Londoner Personalberatung Whitehead Mann, ein führendes Talent Management Unternehmen, welches für seine Kontakte auf Vorstands- und Aufsichtsratsebene und viele prominente Kunden in ganz Europa bekannt war. Im Januar 2010 erwarb Korn/Ferry, die in McLean, Virginia beheimatete SENSA Solutions, eine führende Managementberatung für Management- und Organisationsentwicklungslösungen. Im Januar 2013 erwarb Korn/Ferry den weltweit führenden Anbieter von Leadership-Lösungen PDI Ninth House. PDI berät und unterstützt Unternehmen bei der Rekrutierung und Entwicklung von Führungskräften. 2015 übernahm Korn/Ferry für 452 Millionen Dollar die weltweit auf Personal- und Talent-Fragen spezialisierte Beratung Hay Group.
Seit dem 19. Juni 2019 ist Korn/Ferry der Hauptsponsor und Namensgeber der zweiten Ebene der PGA Tour für Profigolfer in den USA.

## Standort in Deutschland
In Deutschland ist Korn/Ferry seit Ende der 1970er Jahre am Standort Frankfurt am Main präsent. Das Unternehmen zählt zu den führenden Personalberatungen für das Top-Management in Deutschland und wird geführt vom Geschäftsführer Hubertus Graf Douglas, lt. Ranking der Wirtschaftswoche, einem der führenden Personalberater für die deutsche Industrie und den industriellen Mittelstand. Das Unternehmen beschäftigt rund 260 Mitarbeiter in Deutschland.

## Standort in der Schweiz
Seit 1987 ist Korn Ferry auch in der Schweiz präsent. Der Sitz in Zürich ist für Korn Ferry eine internationale Exzellenzplattform. In Zürich beschäftigt Korn Ferry 70 Mitarbeitende aus 15 Nationen, die für nationale und internationale Kunden in den Branchen Industrie, Finanzdienstleistungen, Life Sciences, Konsumgüter, Technologie und auch Not-for-Profit tätig sind. Geschäftsführer von Korn Ferry Schweiz ist Stefan Steger.